# All Saints
Az All Saints angol-kanadai lányegyüttes, amely 1993-ban alakult Londonban. Az együttes All Saints 1.9.7.5 néven alakult. Ron Tom menedzser hozta össze őket, aki később a Sugababes-t is alapította. Eredeti tagjai Melanie Blatt, Shaznay Lewis és Simone Rainford voltak. Eleinte, amikor a ZTT Records-hoz voltak szerződve, sikertelennek számítottak. Miután Rainford kiszállt a csapatból, a kiadó dobta őket. 1996-ban Nicole és Natalie Appleton csatlakoztak az együtteshez, és a London Recordsszal kötöttek lemezszerződést a rövidített nevük alatt.
Az All Saints Never Ever című dala a második legnépszerűbb kislemez egy lányegyüttestől (az első a Spice Girls Wannabe-je). Népszerű dalaik továbbá a "Pure Shores" és a "Black Coffee". 
2001-ben feloszlottak, belső ellentétek miatt. 2006-ban újból összeálltak és új nagylemezt jelentettek meg a Parlophone Records gondozásában. 2009-ben újból feloszlottak, majd 2014-ben újra összeálltak, azóta még két nagylemezt adtak ki. 12 millió lemezt adtak el világszerte.
2020. április 14-én Stinggel feldolgozták a The Police 
"Message in a Bottle" című dalát.

## Diszkográfia
- All Saints (1997)
- Saints & Sinners (2000)
- Studio 1 (2006)
- Red Flag (2016)
- Testament (2018)